# Matt Champion
Matthew Garrett Champion, meglio conosciuto come Matt Champion (The Woodlands, 14 febbraio 1995), è un rapper e cantante statunitense, ex componente dei Brockhampton.

## Biografia
Champion è nato e cresciuto a The Woodlands, in Texas. Mentre era studente presso la Woodlands High School, inizia ad orientarsi verso il rap e fa la conoscenza dei suoi futuri compagni di band Kevin Abstract, Ameer Vann, Merlyn Wood e Russell "Joba" Boring.
Dal 2024 ha una relazione con la modella e stilista canadese Tavia Bonetti. A partire dal 2025, la coppia si è trasferita da Los Angeles a Seul.
Champion ha un tatuaggio sul polso raffigurante il numero 11, un riferimento all'omonimo personaggio della serie televisiva Stranger Things.

## Carriera

### 2014-2021: primi lavori da solista
Nel giugno 2014 pubblica il suo primo singolo da solista, Die for Me, presentato da Pigeons and Planes. Il mese successivo appare come unico featuring nel primo album in studio del suo ex compagno di band Kevin Abstract, intitolato MTV1987. Il 31 dicembre esce il singolo Burn, in collaborazione con Jon Waltz. Il 6 aprile 2015 compare, assieme ad Ameer Vann, nel singolo Not On DOASM 01, estratto del secondo album in studio di Kevin Abstract. L'11 maggio Champion pubblica il singolo El Dorado, accompagnato da un video musicale.
Nel febbraio 2016, dopo una pausa durata quasi un anno, pubblica il singolo Punks. Il 23 marzo seguente pubblica il brano Salud, in collaborazione con Kevin Abstract e Michael Christmas. Il 22 dicembre, dopo nove mesi d'inattività, pubblica il singolo Mansions. Il 17 febbraio 2017, il suo singolo Fangs viene definito da Pigeons and Planes come uno dei migliori singoli di quella settimana.
Il 6 aprile 2021, Champion è apparso come artista ospite in 97 Blossom, l'EP di debutto dei The Blossom, pubblicato dall'etichetta discografica Video Store gestita da Kevin Abstract e Romil Hemnani.

### 2024-presente:Mika's Laundry
Il 14 febbraio 2024 pubblica il suo primo singolo dopo lo scioglimento dei Brockhampton, Aphid. L'8 marzo è uscito il singolo Slow Motion, con la partecipazione della cantante sudcoreana Jennie. Il 22 dello stesso mese annuncia l'uscita del suo primo album da solista, Mika's Laundry. Il 20 giugno seguente, Champion è apparso sulla copertina dell'edizione del ventesimo anniversario di Clash, intitolata "Kool Things". Il 2 ottobre viene annunciata la presenza del cantante nel film Strobe, diretto da Taylor Cohen e prodotto da Tara Razavi, Nate Matteson e Hiro Murai.
Il 24 ottobre, Champion ha pubblicato il singolo Faye, il primo di una serie di altri brani che avrebbero in futuro composto la versione deluxe di Mika's Laundry. Il 30 ottobre è la volta di Hacker, mentre la settimana successiva viene pubblicato il brano SPJ. Il 13 novembre seguente, in concomitanza dell'uscita del singolo Ash in collaborazione con Deb Never, viene pubblicato un nuovo EP, intitolato Slint's Favorite.

## Discografia

### Da solista

#### Album in studio
- 2024 – Mika's Laundry

#### EP
- 2024 – Slint's Favorite

#### Singoli
- 2014 – Die with Me
- 2015 – Burn (feat. Jon Waltz)
- 2015 – El Dorado
- 2015 – You're Too Cool for Me
- 2016 – Punks
- 2016 – Salud (feat. Michael Christmas)
- 2016 – Mansions
- 2017 – Fangs
- 2024 – Aphid (feat. Dijon)
- 2024 – Slug
- 2024 – Slow Motion (con Jennie)
- 2024 – Dogfish
- 2024 – Faye
- 2024 – Hacker
- 2024 – SPJ
- 2024 – Ash (feat. Deb Never)

#### Come artista ospite
- 2014 – Snakes (Kevin Abstract feat. Matt Champion)
- 2015 – Not On DOASM 1 (Kevin Abstract feat. Matt Champion e Ameer Vann)
- 2015 – Not On DOASM 2 (Kevin Abstract feat. Matt Champion)
- 2016 – Drowns (Young Lungs e Cian P feat. Matt Champion e Roy)
- 2021 – Smoke (The Blossom feat. Matt Champion)

### Con i Brockhampton

#### Album in studio
- 2017 – Saturation
- 2017 – Saturation II
- 2017 – Saturation III
- 2018 – Iridescence
- 2019 – Ginger
- 2021 – Roadrunner: New Light, New Machine
- 2022 – The Family
- 2022 – TM

#### Mixtape
- 2016 – All-American Trash

#### Raccolte
- 2017 – Saturation Boxset (Saturation Drafts)

#### Singoli
- 2019 – Sugar